# Gewinnschuldverschreibung
Die Gewinnschuldverschreibung ist eine Unternehmensanleihe, bei der ein Anleihezins mit einer Gewinnbeteiligung am Unternehmen kombiniert wird.  

## Allgemeines
Sie ist keine Standardanleihe, weil diese lediglich mit einem Anleihezins ausgestattet ist. Die Anleihebedingungen räumen sowohl einen Anleihezins in Form des Festzinses als auch eine (variable) Gewinnbeteiligung unter bestimmten Voraussetzungen ein. Die Gewinnschuldverschreibung ist ein Gläubigerpapier, das wirtschaftlich aber auch teilweise tatsächlich die Funktion einer Aktie übernimmt, bei der es eine Dividendenberechtigung gibt. Emittenten von Gewinnschuldverschreibungen können nur die Aktiengesellschaft, Europäische Gesellschaft und die Kommanditgesellschaft auf Aktien sein. Wesentliche Emittenten sind Industrieunternehmen, eine der ersten war 1925 die Gaz de Lyon.

## Rechtsfragen
In § 221 Abs. 1 AktG ist eine Legaldefinition der Gewinnschuldverschreibung enthalten, wonach die Rechte der Gläubiger mit Gewinnanteilen von Aktionären in Verbindung gebracht werden. Hierdurch grenzt sie sich von den Genussrechten ab. Die Emission von Gewinnschuldverschreibungen bedarf gemäß § 221 Abs. 1 AktG mindestens einer Dreiviertelmehrheit in der Hauptversammlung der Gesellschaft. Das liegt daran, dass durch die Gewinnschuldverschreibung die Dividendenansprüche der Aktionäre geschmälert werden.
Die neben dem Anleihezins vorgesehene Gewinnbeteiligung ist in den Anleihebedingungen genau zu erläutern. Die an Aktionäre ausgeschüttete Dividende muss eine festgelegte Höhe überschreiten, bevor der Gläubiger einer Gewinnschuldverschreibung eine Gewinnbeteiligung beanspruchen kann. In Geschäftsjahren ohne Gewinn erhält der Gläubiger lediglich eine Mindestverzinsung. Im Gegensatz zur Wandelobligation räumt die Gewinnschuldverschreibung kein Bezugsrecht auf Aktien ein. Umgekehrt steht den Aktionären jedoch ein Bezugsrecht auf Gewinnschuldverschreibungen zu.

## Bilanzierung
Beim Emittenten wird die Gewinnschuldverschreibung nach § 266 Abs. 3 lit C Nr. 1 HGB auf der Passivseite der Bilanz als Anleihen bilanziert. Die gewinnunabhängige Mindestverzinsung ist Zinsaufwand, ein etwaiger Gewinnanteil stellt Gewinnverwendung dar. Bei Genussscheinen findet ausschließlich eine Gewinnverwendung statt.

## Abgrenzung
Hauptunterschiede zu den Genussrechten sind, dass die Gewinnschuldverschreibung eine Anleihe darstellt und die Genussscheine zu den Aktien gehören. Zudem ist bei der Gewinnschuldverschreibung eine Teilnahme am Verlust unmöglich, während dies zum Charakter der Genussrechte gehört.

## International
In Österreich regelt § 174 AktG die Wandel- und Gewinnschuldverschreibungen. Letztere sind dort definiert als „Schuldverschreibungen, bei denen die Rechte der Gläubiger mit Gewinnanteilen von Aktionären in Verbindung gebracht werden“. Auch hier ist eine Dreivierteil-Mehrheit der Hauptversammlung bei der Emission erforderlich.
In der Schweiz und Österreich ist der Partizipationsschein aktienrechtlich ausgestaltet und mit dem Genussschein vergleichbar, obwohl ihn Art. 657 OR hiervon abgrenzt.